# Верхньокалиновський
Верхньокалиновський (рос. Верхнекалиновский) — селище у Камизяцькому районі Астраханської області Російської Федерації.
Населення становить 1351  особу. Входить до складу муніципального утворення Верхньокалиновська сільська рада.

## Історія
Населений пункт розташований на території українського етнічного та культурного краю Жовтий Клин. Від 1925 року належить до Камизяцького району.
Згідно із законом від 6 серпня 2004 року органом місцевого самоврядування є Верхньокалиновська сільська рада.

## Населення
| 2002 | 2010  | 2012  |
| ---- | ----- | ----- |
| 1308 | ↗1331 | ↗1351 |